# Hugo Castillo
Hugo Castillo Arteaga (Tarma, departamento de Junín, 28 de julio de 1977) es un exfutbolista peruano. Jugaba de volante de contención.

## Clubes
| Club                        | País | Año       |
| --------------------------- | ---- | --------- |
| Hijos de Yurimaguas         | Perú | 1998-2000 |
| Olímpico Somos Perú         | Perú | 2004-2007 |
| Colegio Nacional de Iquitos | Perú | 2008-2011 |
| Sport Ancash                | Perú | 2012      |
| Alianza Cristiana           | Perú | 2013      |
| Alianza Universidad         | Perú | 2013-2014 |

## Palmarés
| Título           | Club                | País | Año  |
| ---------------- | ------------------- | ---- | ---- |
| Segunda División | Hijos de Yurimaguas | Perú | 1998 |
| Segunda División | Olímpico Somos Perú | Perú | 2004 |
| Segunda División | Olímpico Somos Perú | Perú | 2005 |